# Ruta Estatal de Alabama 24
La Ruta Estatal de Alabama 24, y abreviada SR 24 (en inglés: Alabama State Route 24) es una carretera estatal estadounidense ubicada en el estado de Alabama, cruza los condados de Franklin, Lawrence y Morgan. La carretera inicia en el Oeste desde la MS 23  en la línea estatal cerca de Red Bay, AL  sigue en sentido Este hasta finalizar en la AL 67     en Decatur, tiene una longitud de 112,02 km (69.6 mi).

## Mantenimiento
Al igual que las autopistas interestatales, y las rutas federales y el resto de carreteras estatales, la Ruta Estatal de Alabama 24 es administrada y mantenida por el Departamento de Transporte de Alabama por sus siglas en inglés ALDOT.

## Cruces
La Ruta Estatal de Alabama 24 es atravesada principalmente por la
US 43 en Russellville, AL

y por la  AL 157     en Moulton, Alabama.